# Семюел Аллісон
Семюел Кінг Аллісон (англ. Samuel King Allison; 13 листопада 1900 — 15 вересня 1965) — американський фізик, найбільше знаний за своєю роллю у Мангеттенському проєкті, за яку був нагороджений медаллю «За заслуги». Був директором Металургійної лабораторії з 1943 до 1944 року, а пізніше працював у Лос-Аламоській лабораторії, де курував групу на завершальних етапах проєкту в рамках «Комітету Ковпанчера» і читав зворотний відлік для підриву ядерного випробування Трініті. Після війни повернувся до Чиказького університету, щоб керувати Інститутом ядерних досліджень брав участь у «руху вчених», лобіюючи цивільний контроль над ядерною зброєю.

## Раннє життя
Еллісон народився в Чикаго, штат Іллінойс, 13 листопада 1900 року в сім'ї Семюеля Буелла Аллісона, директора початкової школи. Здобув освіту в гімназії Джона Фіска та середній школі Гайд-Парку. 1917 року вступив до Чиказького університету і брав участь в університетських змаганнях з плавання та водного баскетболу, одночасно вивчаючи математику та хімію. Закінчив навчання в 1921 році, а потім розпочав роботу над докторською дисертацією з хімії під керівництвом Вільяма Дрейпера Гаркінса, написавши свою дисертацію на тему «Атомна стабільність III, вплив електричного розряду та високих температур», тема, тісно пов'язана з експериментальною фізикою.
Еллісон був науковим співробітником Гарвардського університету з 1923 по 1925 рік, потім в Інституті Карнегі з 1925 по 1926 рік. З 1926 по 1930 рік викладав фізику в Каліфорнійському університеті в Берклі як інструктор, а потім як доцент. Там познайомився з Гелен Кемпбелл і одружився з нею. У них було двоє дітей — син Самуель і донька Катерина.

## Рентгенівські промені
У 1930 році Еллісон повернувся до Чиказького університету, де став професором у 1942 році, а Френк П. Хіксон — професором фізики з видатними заслугами в 1959 році. Вивчав ефект Комптона та динамічну теорію дифракції рентгенівських променів. У той час рентгенівське випромінювання було важливим засобом дослідження атомних структур, але концепція про те, що світло має властивості як хвилі, так і частинок, як продемонстрував Артур Комптон, не була загальновизнаною. Вільям Дуейн з Гарварду очолив зусилля, щоб довести, що Комптонова інтерпретація ефекту Комптона була неправильною, і Еллісон став частиною цих зусиль. Дуейн провів серію ретельних експериментів, щоб спростувати Комптона, але натомість знайшов переконливі докази того, що Комптон мав рацію. До честі Дуейн визнав, що це так.
Одним із результатів цього стало те, що він написав у співавторстві з Комптоном підручник «Рентгенівські промені в теорії та експерименті» (1935), який став широко використовуватися. Разом з аспірантом Джоном Гаррі Вільямсом розробив рентгенівський спектрометр високої роздільної здатності. 1935 року Еллісон отримав стипендію Гуггенхайма для навчання в Кавендішській лабораторії Кембриджського університету в Англії, де навчався під керівництвом Джона Кокрофта. Опублікував статтю в «Математичних матеріалах Кембриджського філософського товариства» про свої «Експерименти з ефективності виробництва та періодів напіврозпаду радіоактивного вуглецю та радіаційного азоту». Був настільки вражений прискорювачем Кокрофта-Уолтона Кавендішської лабораторії, що після повернення до Чикаго він побудував його.

## Манхеттенський проєкт
Під час Другої світової війни Аллісон залучився до роботи, пов'язаної з обороною. Був консультантом Комітету з досліджень національної оборони (NDRC) з жовтня 1940 по січень 1941 року. У січні 1941 року NDRC дозволила йому укласти контракт на вивчення можливості використання берилію як сповільнювача нейтронів. Команда, яку він зібрав у Чикаго, мала перетворитися на Металургійну лабораторію Манхеттенського проєкту.

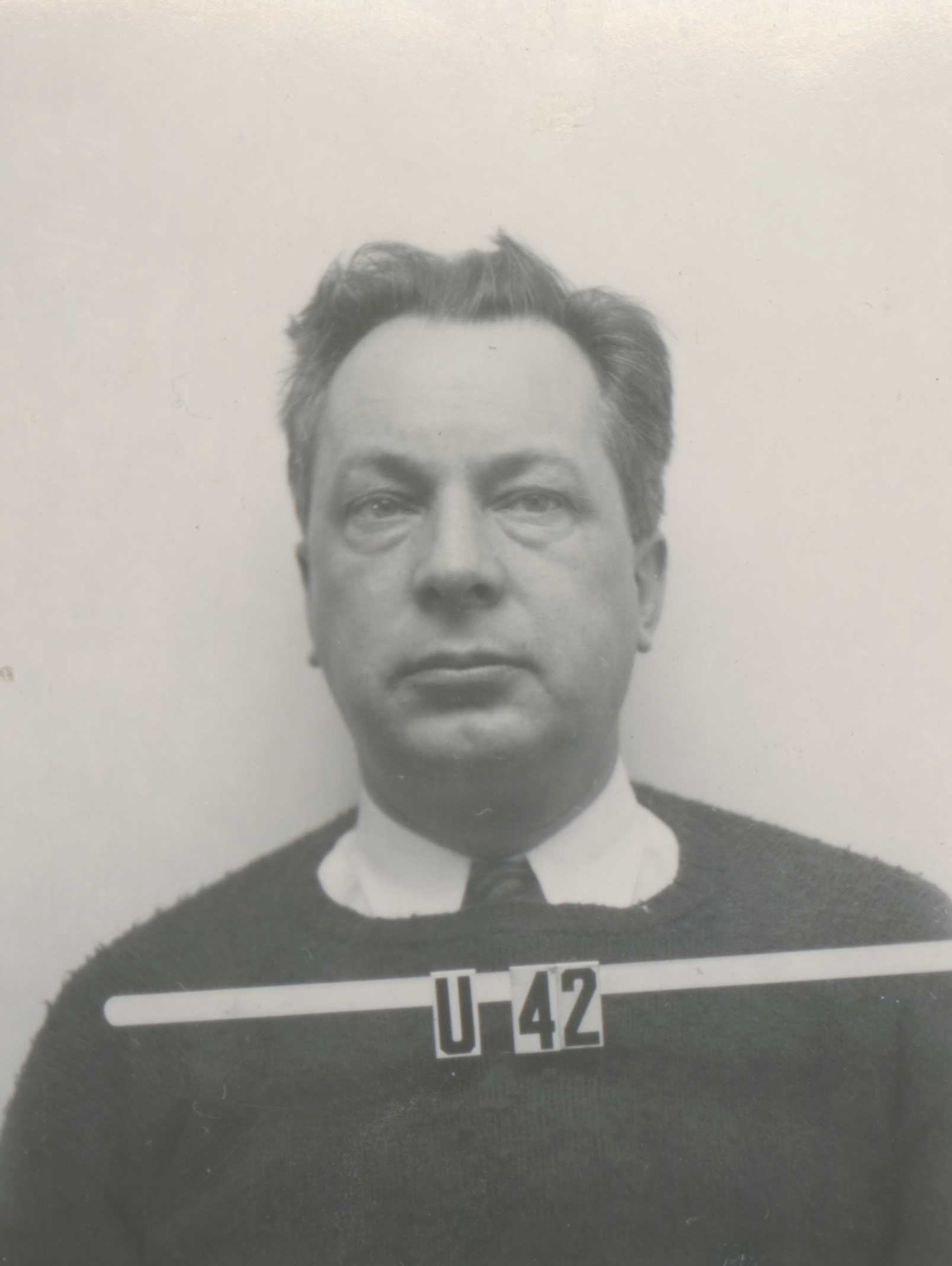
Бейдж Еллісона з лабораторії Лос-Аламос

У вересні 1941 року Еллісон приєднався до відділу S-1, який координував перші дослідження можливості створення атомної бомби. Почав будувати реактор на кортах для сквошу під закинутими трибунами стадіону Стег Філд. У січні 1942 року став головою хімічного відділу Металургійної лабораторії, а в березні його невеликий експериментальний реактор, що використовує берилій, став ближчим до критичності, ніж конструкція групи Енріко Фермі в Колумбійському університеті з графітовим сповільнювачем. Протягом 1942 року Комптон зібрав усі дослідницькі групи, які працювали над дизайном плутонію та ядерних реакторів у Колумбійському університеті, Прінстонському університеті та Каліфорнійському університеті, разом у Металургійній лабораторії в Чикаго. Еллісон був призначений відповідальним за експериментальну роботу.
До жовтня 1942 року Металургійна лабораторія повинна була розглянути, як вона буде продовжувати проєктування великих виробничих реакторів, коли вони ще не запустили експериментальний реактор. Фермі віддавав перевагу маленьким крокам, тоді як Еллісон і Юджин Вігнер стверджували, що більші кроки необхідні, якщо атомні бомби мають бути розроблені вчасно, щоб вплинути на хід війни. Директор Манхеттенського проєкту, бригадний генерал Леслі Р. Гроувс-молодший, сказав їм, що час важливіший за гроші, і якщо два підходи виглядають багатообіцяючими, вони повинні створити обидва. Зрештою, так і було зроблено. Еллісон був одним із 49 вчених, які спостерігали за розвитком проєкту, коли 2 грудня 1942 року Чиказька дровітня-1 стала критичною на Стег Філд. Оскільки в 1943 році проєкт реактора Комптона почав поширюватися за межі Чикаго, Еллісон став директором Металургійної лабораторії в червні 1943 року.
Наприкінці 1944 року центр Манхеттенського проєкту перемістився в лабораторію Лос-Аламоса в Нью-Мексико, і Еллісон вирушив туди в листопаді 1944 року як голова Технічного комітету та комітету з планування. У березні 1945 року зміг повідомити Гровса, що ядерна зброя імплозійного типу буде готова до випробувань у липні. Еллісон увійшов до складу «Комітету Ковпанчера», який курував групу на проєкті імплозії, забезпечуючи, щоб він залишався за графіком. Цілком доречно, саме він читав зворотний відлік через гучномовці під час ядерного випробування Трініті в липні 1945 року. На церемонії в Чиказькому університеті 12 січня 1946 року Гроувс вручив Еллісону медаль «За заслуги» за його роботу над Манхеттенським проєктом.